# Astira (Troade)
Astira (in greco antico: Ἄστυρα?) era una città dell'antica Grecia ubicata in Troade.

## Storia
All'epoca di Strabone la città era in rovina e il suo territorio apparteneva ad Abido, ma chiarisce geografo che era stata precedentemente una città indipendente nella quale esisteva una miniera d'oro che alcuni ancora sfruttavano. Si credeva che da questa miniera d'oro fosse arrivata la ricchezza del leggendario re di Troia, Priamo.